# Cathach van Sint-Columba

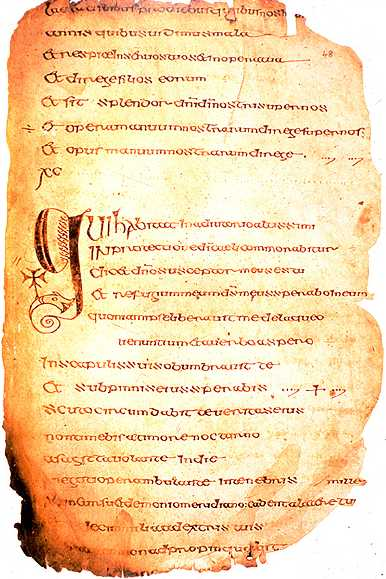
Tekst van de Cathach van Sint-Columba.

De Cathach van Sint-Columba (Dublin, Royal Irish Academy) is een vroeg-zevende-eeuws Iers psalmboek. Het wordt oorspronkelijk geassocieerd met Sint-Columba (overleden in 597) en werd geïdentificeerd als een door hem geschreven kopie van een van Finnian van Moville geleend boek, dat daarnaast leidde tot de Slag van Cúl Dreimhne in 561. Aan deze slag dankt het manuscript ook zijn naam (Cathach betekent "Vechter"). Paleografische bewijzen wijzen echter naar de zevende eeuw waarin het manuscript is geschreven. De 58 pagina's van het beschadigde en incomplete manuscript bevatten de tekst van de psalmen 30:10 tot 105:13 in het Latijn (Vulgaat-versie). Rubrieken, geschreven in het Oudiers staan boven de tekst van de psalmen. Het kan beschouwd worden als het oudste nog bestaande Ierse manuscript geschreven in een Goidelische taal, afgezien van de Ogham-inscripties.
De versieringen van de Cathach zijn beperkt tot de hoofdletter van iedere psalm. Elke hoofdletter is in zwarte inkt geschreven en is groter dan de rest van de tekst. Zij zijn versierd met trompet-, spiraal- en bandvormige patronen en zijn vaak gemarkeerd door oranje punten. De letters na de gedecoreerde hoofdletter worden geleidelijk kleiner totdat zij dezelfde grote hebben als de rest van de tekst. Alhoewel de motieven van de Cathach-versieringen weinig gelijkenissen vertonen met latere manuscripten, zoals het Book of Durrow (dat 70 jaar na de Cathach werd gemaakt), werden de ideeën zoals het verdraaien van de vorm  en de verkleining van letters met veel details uitgewerkt in de latere insulaire kunst.
De Cathach werd in de elfde eeuw opgeborgen in een reliekhouder door Cathbar O'Donnell, hoofd van de O'Donnell Groepering en door Domnall McGroarty, Abt van Kells. In 1813 werd het manuscript herontdekt toen de reliekhouder werd geopend. De Cathach werd toevertrouwd aan de Royal Irish Academy in 1842 door Sir Richard O'Donnell. Momenteel wordt de reliek bewaard in het National Museum of Ireland, Dublin.